# Matthew Lewis (Schauspieler, 1989)

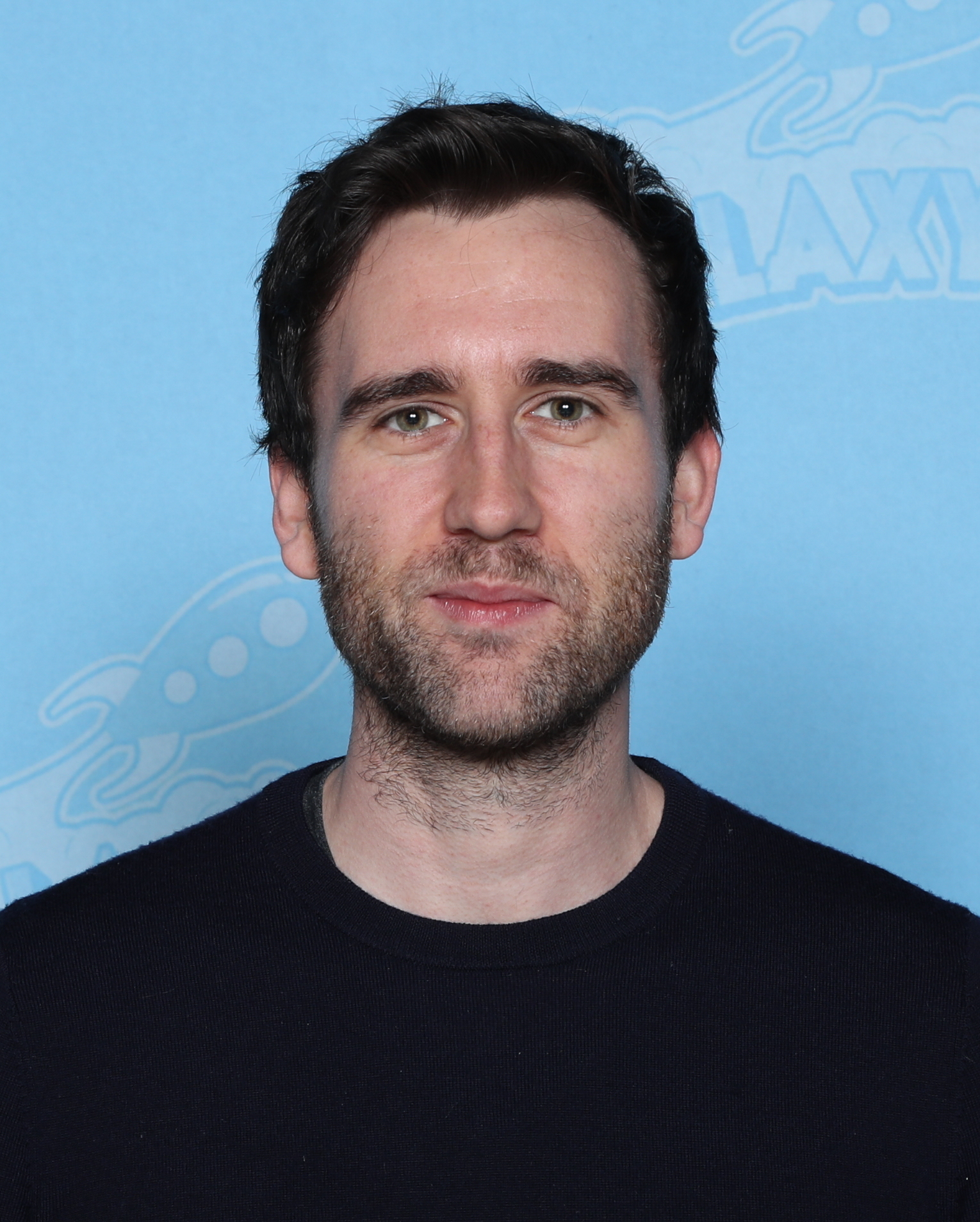
Matthew Lewis (2020)

Matthew „Matt“ David Lewis (* 27. Juni 1989 in Leeds, West Yorkshire) ist ein britischer Schauspieler. Er wurde hauptsächlich durch die Verkörperung des Neville Longbottom in den Verfilmungen der Harry-Potter-Romane bekannt.

## Leben und Karriere
Lewis besuchte die katholische Schule St Marys School Menston. Er ist 1,83 Meter groß und Anhänger des Fußballvereins Leeds United. Einer seiner beiden Brüder, Anthony Lewis, ist ebenfalls als Schauspieler tätig. Lewis steht vor der Kamera, seit er fünf Jahre alt ist. Bekanntheit erlangte er im Jahr 2001, als er in der Verfilmung des Romans Harry Potter und der Stein der Weisen als Neville Longbottom zu sehen war. Die Rolle verkörperte er bis 2011 in allen weiteren Fortsetzungen.
Kurz vor Veröffentlichung von Harry Potter und die Heiligtümer des Todes: Teil 1 stand Lewis als Reporter in dem Independentfilm The Sweet Shop vor der Kamera. Kurz darauf folgte die fünfteilige Fernsehserie The Syndicate, die im Frühjahr 2012 erstmals auf BBC One ausgestrahlt wurde. Im Juli 2012 war Lewis in einem Musikvideo von A Band of Buriers zu sehen, in dem er gemeinsam mit der Schauspielerin Lily Loveless ein Paar darstellte. Im April 2013 wurde auf dem Newport Beach Film Festival der Film Wasteland vorgestellt, in dem Matthew Lewis als Dodd zu sehen war. Der Film erschien in Großbritannien unter dem Namen The Rise.
Außerdem war Lewis ab 2006 mehrfach in Theaterproduktionen zu sehen. Im September 2012 feierte er sein West-End-Debüt mit der Neuinszenierung von Jonathan Lewis’ Our Boys, einem im Frühjahr 1984 in einem britischen Militärkrankenhaus angesiedelten Drama. Matthew Lewis übernahm darin die Rolle des Mick, mit ihm stand unter anderem Arthur Darvill (Broadchurch, Rory in Doctor Who) als Parry auf der Bühne. Laurence Fox (W.E.; Lewis) spielte die Hauptfigur, den nach dem Bombenanschlag im Hyde Park und Regent’s Park schwer traumatisierten Joe.
Matthew Lewis ist Vizepräsident der Leeds Rugby Foundation Charity.
Seit 2015 lebt er in London.
Am 28. Mai 2018 gab er bekannt, seine langjährige Freundin Angela Jones geheiratet zu haben.

## Filmografie

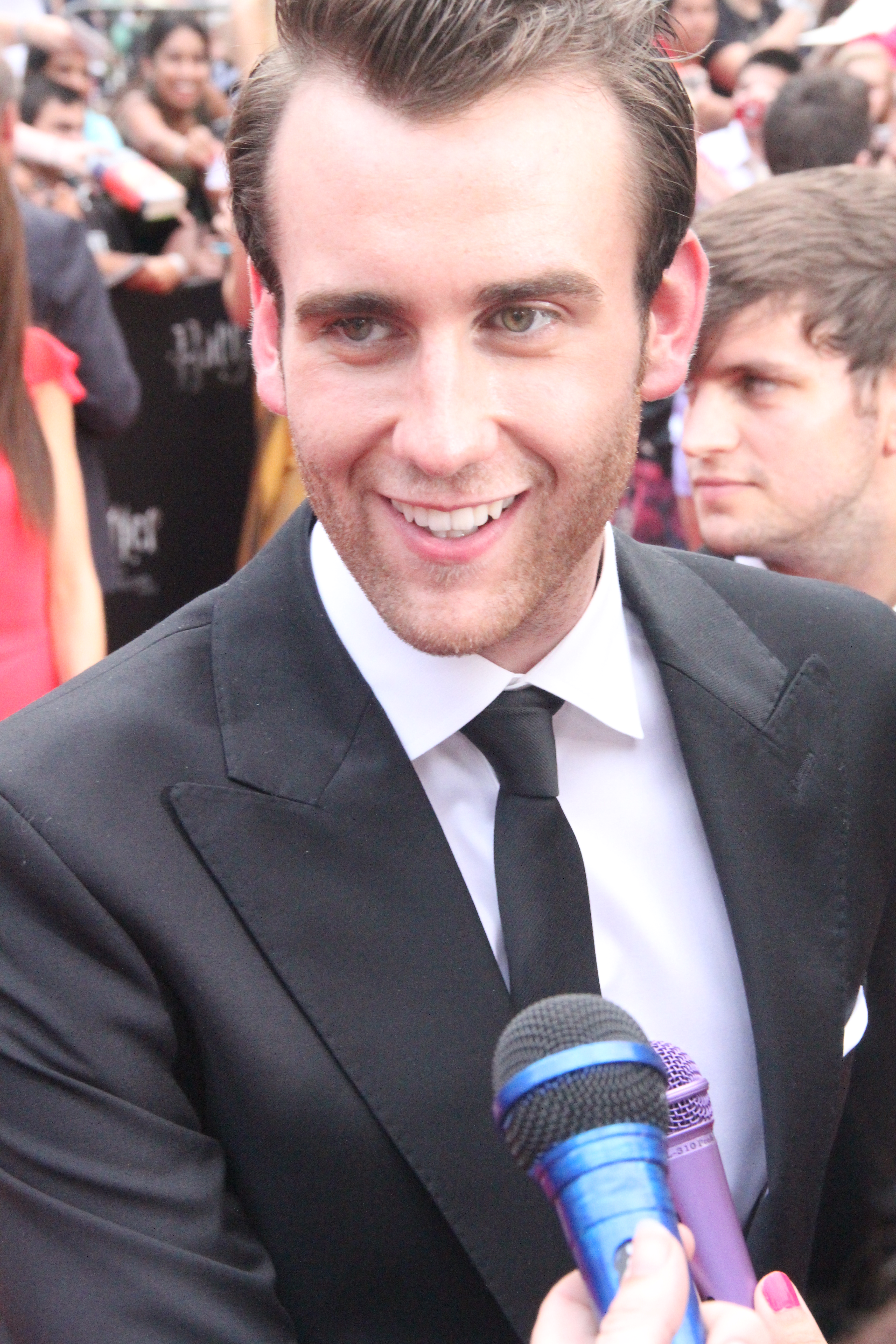
Matthew Lewis bei der Premiere von Harry Potter und die Heiligtümer des Todes: Teil 2 in New York (2011)

- 1995: Zurück ins Leben (Some Kind of Life, Fernsehfilm)
- 1996: Dalziel and Pascoe (Fernsehserie, Folge 1x02)
- 1997: Where the Heart Is (Fernsehserie, Folge 1x02)
- 1998: City Central (Fernsehserie, Folge 1x04)
- 1999: Heartbeat (Fernsehserie, Folge 9x10)
- 2001: Harry Potter und der Stein der Weisen (Harry Potter and the Philosopher’s Stone)
- 2002: Harry Potter und die Kammer des Schreckens (Harry Potter and the Chamber of Secrets)
- 2004: Harry Potter und der Gefangene von Askaban (Harry Potter and the Prisoner of Azkaban)
- 2005: Harry Potter und der Feuerkelch (Harry Potter and the Goblet of Fire)
- 2007: Harry Potter und der Orden des Phönix (Harry Potter and the Order of the Phoenix)
- 2009: Harry Potter und der Halbblutprinz (Harry Potter and the Half-Blood Prince)
- 2010: Harry Potter und die Heiligtümer des Todes – Teil 1 (Harry Potter and the Deathly Hallows: Part 1)
- 2011: Harry Potter und die Heiligtümer des Todes – Teil 2 (Harry Potter and the Deathly Hallows: Part 2)
- 2012: The Syndicate (Fernsehserie, fünf Folgen)
- 2012: The Night of the Loving Dead (Kurzfilm, Stimme des Nigel)
- 2013: Wasteland
- 2013: The Sweet Shop
- 2013–2016: Bluestone 42 (Fernsehserie, 13 Folgen)
- 2015: Death in Paradise (Fernsehserie, Folge 4x07)
- 2016: Ripper Street (Fernsehserie, sechs Folgen)
- 2016: Happy Valley – In einer kleinen Stadt (Happy Valley, Fernsehserie, fünf Folgen)
- 2016: Ein ganzes halbes Jahr (Me Before You)
- 2017: Impractical Jokers (Fernsehserie, Folge 6x13)
- 2018: Terminal – Rache war nie schöner (Terminal)
- 2018: Nutritiously Nicola (Fernsehshow)
- 2018: Girlfriends (Fernsehserie, sechs Folgen)
- 2020: Baby Done
- 2020: Der Doktor und das liebe Vieh (All Creatures Great and Small, Fernsehserie)
- 2022: Harry Potter 20th Anniversary: Return to Hogwarts (Fernsehspecial)

## Theaterrollen

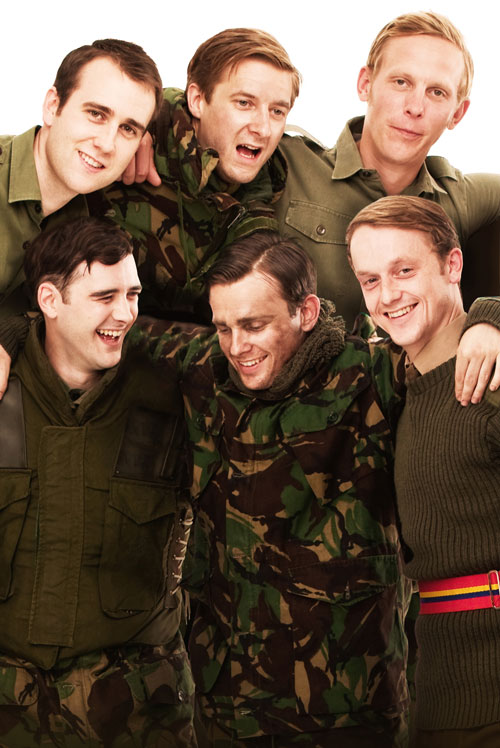
Darsteller des West-End-Revivals von Our Boys (Jonathan Lewis), 2012

| Jahr | Titel                     | Rolle              | Anmerkungen                                              |
| ---- | ------------------------- | ------------------ | -------------------------------------------------------- |
| 2006 | The Queen’s Handbag       | Neville Longbottom | Teil der Harry Potter Reihe von J. K. Rowling            |
| 2011 | Agatha Christie’s Verdict | Lester Cole        | erst lokale Inszenierung, anschließend Tourneeproduktion |
| 2012 | Our Boys                  | Mick               | West-End-Debüt                                           |
| 2016 | Unfaithful                | Peter              |                                                          |